# Colonització del sistema solar extern
La colonització del sistema solar extern és un concepte desenvolupat sobretot en la literatura de ciència-ficció.
Algunes de les llunes dels planetes externs del sistema solar són prou grans per ser llocs adequats per a la seva colonització. Moltes de les llunes grans contenen aigua congelada, aigua líquida, i compostos orgànics que poden resultar útils per sustentar la vida humana. Les colònies en el sistema solar extern pot ser de gran utilitat per estacions espacials durables, la investigació tèrmica del planeta i les altres llunes. Concretament, els mecanismes robòtics serien controlats per humans sense necessitat del retard temporal necessari per comunicar-se amb la Terra. Existeixen també propostes per a assentaments robòtiques aerostàtiques a l'atmosfera de planetes gegants gasosos per a l'exploració i possible tractament de l'heli-3, que tindria un alt valor per unitat de massa com a combustible termonuclear.

## El sistema jovià

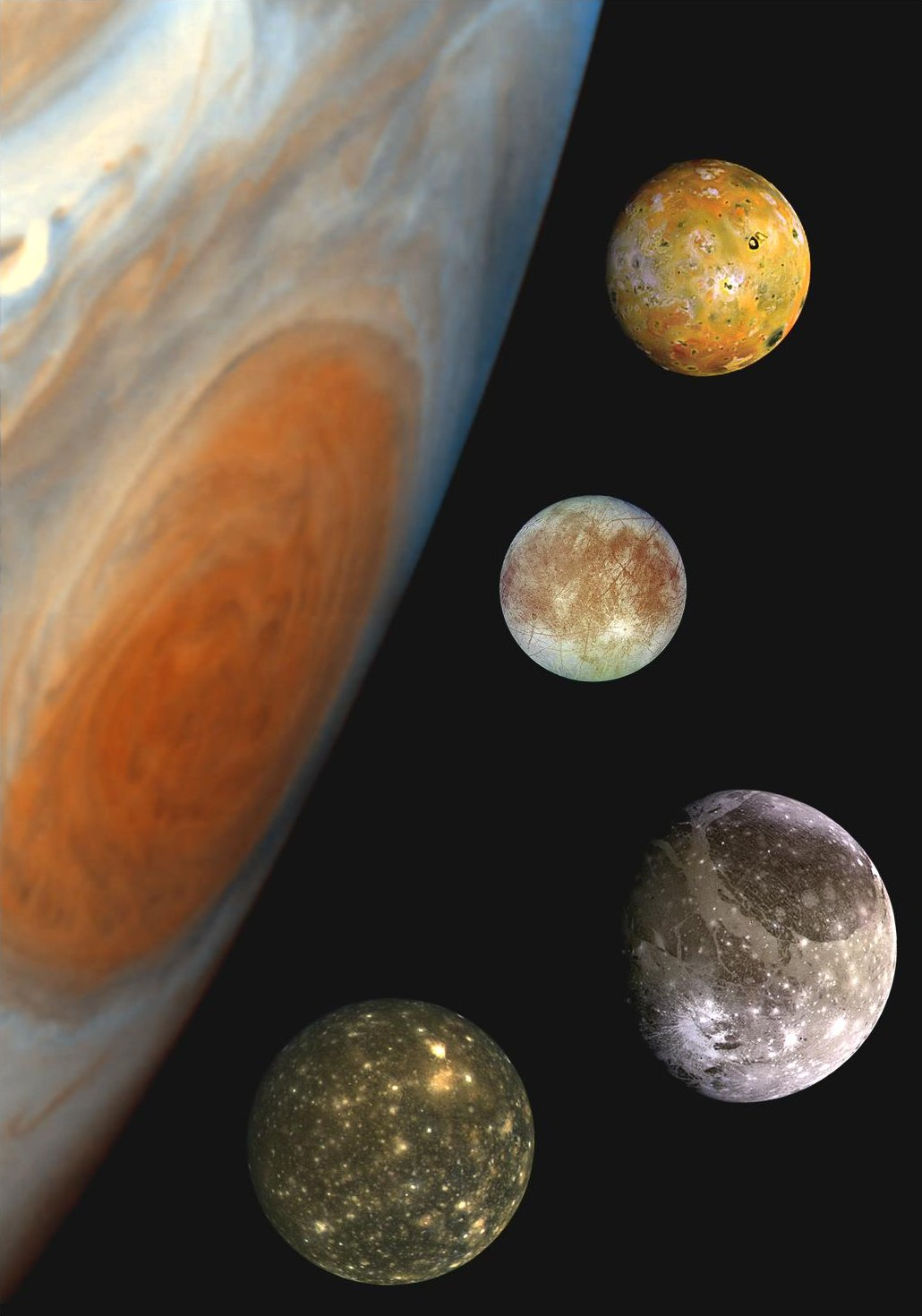
Els quatre satèl·lits galileans, en una composició comparant les seves mides amb la mida de Júpiter. En ordre descendent, són Io, Europa, Ganimedes i Cal·listo.

En general, el sistema Jovià posseeix desavantatges per a la seva colonització a causa de la seva gran radiació mediambiental i la seva peculiar i profunda gravetat. La seva radiació és de 3.600 rems per dia per als colonitzadors sense protecció a Io i sobre 540 rems per dia per als colonitzadors desprotegits a  Europa. La submissió a aproximadament 75 rems durant uns pocs dies és suficient com per causar una síndrome d'irradiació aguda, i al voltant de 500 en pocs dies pot ser fatal.

### Júpiter
Júpiter podria ser el lloc per a colonitzacions aèries com ara ciutats flotants, suposant que la radiació i la gravetat es tinguin en compte. Júpiter té una atmosfera molt intensa igual a la dels nivells del mar a la Terra, on també hi ha un cel blau, tot i que és més fred que el nostre planeta; ja que està més lluny del Sol.
Un dels canvis importants en l'afany de colonitzar Júpiter seria la radiació intensa a la magnetosfera del planeta.

### Europa
El projecte Artemis va ser dissenyat amb l'objectiu de colonitzar  Europa. Els científics foradarien la superfície gelada, explorant la seva subsuperfície oceànica. També s'analitza l'ús de bosses d'aire per a la instal·lació d'humans.

### Ganímedes
Ganímedes és la lluna més gran del sistema solar, convertint-la en un objectiu per a la seva colonització. A més Ganímedes és l'única lluna que posseeix una magnetosfera.

### Cal·listo
La NASA va dur a terme un estudi batejat HOPE (Conceptes revolucionaris per a Human Outer Planet Exploration) respecte a la futura exploració del sistema solar. L'objectiu triat va ser Cal·listo. Seria possible construir una base a la superfície que produiria combustible per a exploracions més llunyanes del sistema solar.

## El sistema saturnià

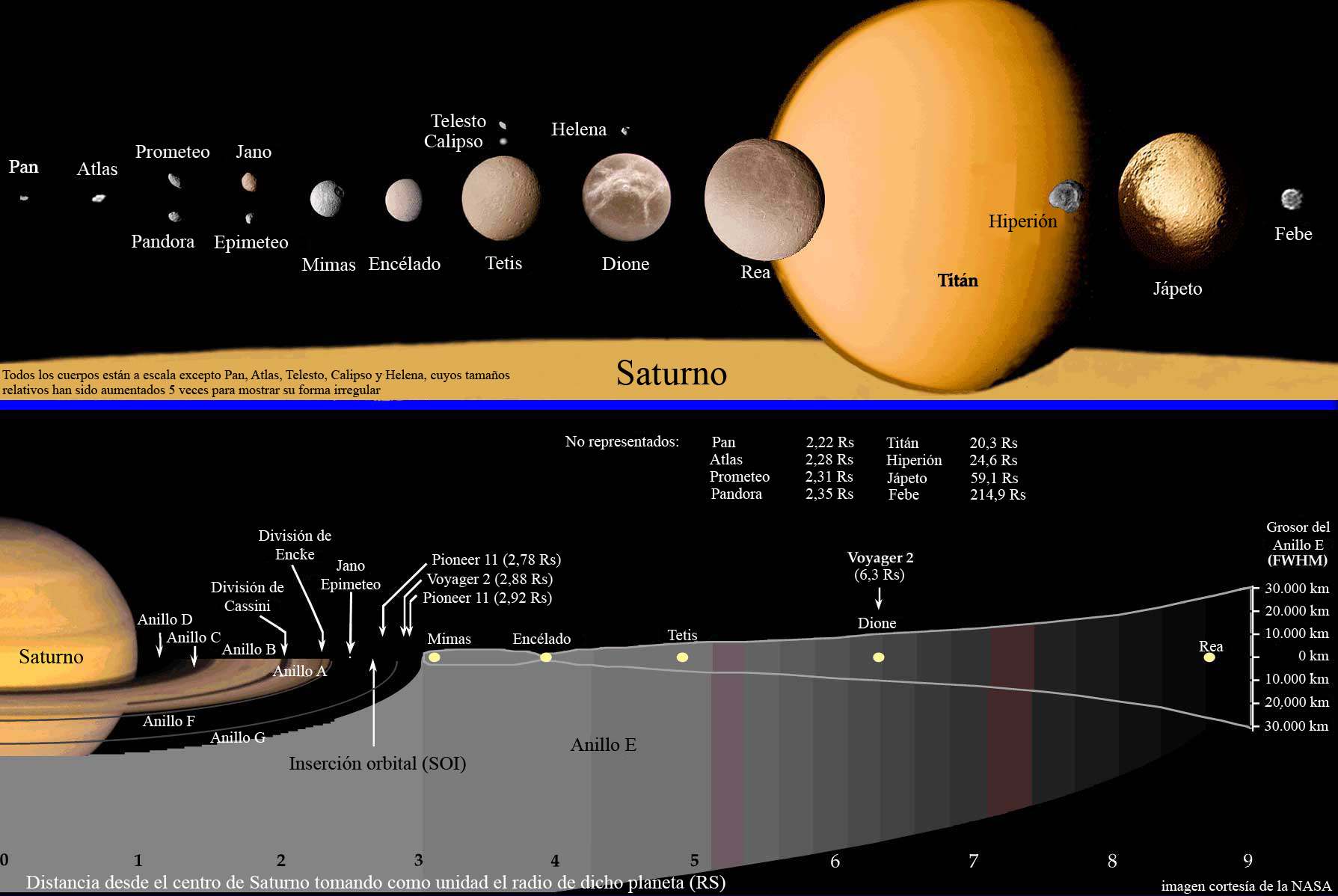
Mapa del sistema de llunes i anells de Saturn

Robert Zubrin va descriure a Saturn, Urà i Neptú com "el golf Pèrsic del sistema solar", així com la font més gran de deuteri i heli-3, Saturn és el més important i valuós dels tres, a causa de la seva relativa proximitat, baixa radiació, i sistemes excel·lents de llunes.

### Tità
Robert Zubrin va descriure a Tità com un objecte que posseeix en abundància tots els elements necessaris per sustentar la vida, això fa que Tità sigui potser la zona més avantatjada del Sistema Solar extern per a la seva colonització, i es diu que "de certa manera, Tità és el món extraterrestre més hospitalari dins el sistema solar extern per a la colonització humana."
La superfície de Tità està gairebé desproveïda de cràters, fet que ens infereix que podria ser una terra activa i jove, i probablement acull grans quantitats d'aigua congelada, i llacs d'hidrocarboni líquid (metà / età) a les seves regions polars. Mentre que la seva temperatura és criogènica (95 K) pot ser hàbil per suportar una base, però així i tot cal més informació sobre la superfície i activitats de Tità. L'espessa atmosfera i el clima, així com possibles inundacions sobtades, són també factors a tenir en compte.
A més, un expert en terraformació, Christopher McKay, és també coinvestigador a la sonda Huygens que va aterrar a Tità el gener de 2005.

### Encèlad
El 9 de març de la 2006, la sonda espacial Cassini de la NASA va trobar possibles proves d'aigua líquida a Encèlad. Els embassaments d'aigua líquida no podrien ser superiors als 10 metres a sota la superfície. Si això es confirmés, significaria que l'aigua líquida podria ser recollida amb més facilitat a Encèlad que, per exemple a Europa (vegeu a dalt). El descobriment d'aigua, especialment en estat líquid, en general millora les consideracions d'un cos celeste per a la seva colonització. Un model alternatiu de l'activitat d'Encèlad és la descomposició de caltrats d'aigua i metà, un procés que requereix temperatures més baixes que les erupcions d'aigua líquida. La relativa i gran densitat d'Encèlad ens indica el nucli de silicat més gran del sistema saturnià que proporcionaria materials per a una base d'operacions.

## Urà
A causa que Urà té la velocitat d'escapament més baixa dels quatre gegants gasosos, s'ha proposat com una regió per a l'explotació de l'heli-3. Si les activitats robòtiques ho demostren amb precisió, un dels satèl·lits naturals d'Urà podria servir com a base.
Una possibilitat alternativa són les  ciutats flotants en la seva atmosfera. Saturn i Neptú podrien ser adequats també, però  Júpiter possiblement no, per la seva gran gravetat, velocitat d'escapament, i radiació.

## Neptú
Neptú i els seus satèl·lits podrien ser també objectius de colonització, però estan molt lluny, i Neptú té una gravetat més gran que la d'Urà. Les seves llunes, especialment Tritó, podrien ser colonitzades. La superfície de Tritó mostra senyals d'activitats geològiques extenses implicant un oceà subterrani, potser d'amoníac o aigua. Aprofitant l'energia geotèrmica seria factible la colonització d'un món criogènic com a Tritó, complementat pel poder de la fusió nuclear.

## El Cinturó de Kuiper i el Núvol d'Oort
El destacat físic Freeman Dyson al·ludeix al fet que els cometes més grans que els planetes, podrien ser objectius potencials per sustentar la vida a l'espai.

## Reptes
Hi ha diversos problemes pel que fa a la colonització del Sistema Solar Extern. Ells són:
- La distància a la Terra: Els planetes externs estan molt més distants de la Terra que els planetes interns i, per tant, és més difícil d'arribar-hi.
- Les condicions planetàries: els planetes externs no tenen una superfície sòlida, de manera que els seus colonitzacions implicarien la construcció de colònies flotants, increment de la complexitat i disminució de la fiabilitat. Les llunes i estels no presenten aquest problema, encara que alguns comporten dificultats especials (ex.  Europa està al voltant de l'intens cinturó radioactiu de  Júpiter).
- L'energia: l'energia solar està generalment considerada com inadequada a causa de la gran distància al Sol. Es creu que l'energia nuclear seria l'única font factible per a les colònies.